# Перипатрично видообразуване
Перипатрично видообразуване (или перипатрия) е термин от областта на биогеографията, екологията и еволюционната биология, с който се обозначава видообразуване, при което нови биологични видове се формират в изолирани, малки периферни популации, които са възпрепятствани да обменят гени с основната популация. То е свързано с понятието ефект на основаване, понеже често пъти малките популации са подложени на ефекта „гърло на бутилка“ (bottleneck effect). Приема се в много случаи, че генетичният дрейф играе значителна роля при перипатричното видообразуване.